# Envia garciai
Envia garciai és una petita aranya de 3 mm de la família dels microstigmàtids, de color groc pàl·lid, pròpia del Brasil. D'acord amb els autors que l'han descrit, el nom fa referència a l'investigador Marcos García.
Viuen a terra, entre els residus vegetals de la selves verges, on arriben a representar un 17% de l'abundància d'aranyes del lloc, arribant-se a trobar una densitat de 37 individus per m².